# Tarenna fragrans
Tarenna fragrans là một loài thực vật có hoa trong họ Thiến thảo. Loài này được (Blume) Koord. & Valeton miêu tả khoa học đầu tiên năm 1902.